# Paripiranga
Paripiranga là một đô thị thuộc bang Bahia, Brasil. Đô thị này có diện tích 388,784 km², dân số năm 2007 là 27002 người, mật độ 69,5 người/km².